# Entraigues (Isère)
Entraigues település Franciaországban, Isère megyében. Lakosainak száma 225 fő (2022. január 1.). Entraigues Saint-Michel-en-Beaumont, La Salette-Fallavaux, Valbonnais, Valjouffrey és Chantepérier községekkel határos.

## Népesség
A település népességének változása:
| Lakosok száma | 244  | 197  | 207  | 245  | 237  | 235  | 230  | 221  | 223  | 225  |
|               | 1968 | 1982 | 1990 | 2006 | 2013 | 2015 | 2017 | 2019 | 2020 | 2022 |